# HMS Rover (N62)
Pour les autres navires du même nom, voir HMS Rover.
Le HMS Rover (pennant number : N62) est un sous-marin britannique de Classe Rainbow, conçu et construit par Vickers Shipbuilding and Engineering à Barrow-in-Furness pour la Royal Navy et lancé le 11 juin 1930. Au début de sa carrière, le HMS Rover a servi en Extrême-Orient. Pendant la Seconde Guerre mondiale, le sous-marin a opéré dans la mer Méditerranée, attaquant plusieurs convois italiens et fournissant une assistance au HMS York, désemparé lors de l’évacuation de la Crète en 1941, avant de retourner en Extrême-Orient pour opérer contre les Japonais. Le navire a survécu à la guerre et a été vendu à la ferraille en 1946.

## Conception
Les sous-marins de classe Rainbow ont été conçus comme des versions améliorées de la classe Parthian et étaient destinés à des opérations à long rayon d'action en Extrême-Orient. Les sous-marins avaient une longueur hors-tout de 87,5 m, une largeur de 9,1 m et un tirant d'eau moyen de 4,2 m. Ils avaient un déplacement de 1 800 tonnes en surface et 2 060 tonnes en immersion. Les sous-marins de classe Rainbow avaient un équipage de 56 officiers et matelots. Ils avaient une profondeur de plongée de 300 pieds (91,4 m).
Pour la navigation en surface, ces navires étaient propulsés par deux moteurs diesel de 2200 chevaux-vapeur (1 641 kW), chacun entraînant un arbre d'hélice. Une fois en immersion, chaque hélice était entraînée par un moteur électrique de 660 ch (492 kW). Ils pouvaient atteindre 17,5 nœuds (32,4 km/h) en surface et 9 nœuds (17 km/h) sous l’eau. Les navires avaient un rayon d'action de 7 050 milles marins (13 060 km) à 9,2 nœuds (17 km/h) en surface et de 62 milles marins (115 km) à 4 nœuds (7,4 km/h) en immersion.
Les navires étaient armés de six tubes lance-torpilles de 21 pouces (533 mm) à la proue et de deux autres à l’arrière. Ils transportaient six torpilles de rechargement, soit un total de quatorze torpilles. Ils étaient également armés d’un canon de pont de 4,7 pouces QF Mark IX (120 mm).

## Engagements
Commandé par la Royal Navy le 28 février 1929, le sous-marin a été construit par Vickers Shipbuilding and Engineering, à Barrow-in-Furness. Sa quille fut posée le 24 juillet 1929. Il a été lancé le 11 juin 1930 et la construction a été achevée le 29 janvier 1931.
Après avoir été mis en service dans la Royal Navy le 29 janvier 1931, le HMS Rover a été affecté à la 4e flottille de sous-marins, et déployé à la China Station. Au début de la Seconde Guerre mondiale, le Rover faisait toujours partie de la 4e flottille de sous-marins, servant à l’est de Suez. Le sous-marin était basé à Hong Kong jusqu’à son transfert à Singapour au début de 1940 . Pendant son voyage, il a entrepris une formation à la lutte anti-sous-marine avec des navires de la Royal Australian Navy déployés en Méditerranée. Le HMS Rover a ensuite été stationné en Méditerranée, se déplaçant à Aden en août 1940, et arrivant à Alexandrie en octobre. Le mois suivant, le sous-marin a commencé ses opérations de patrouille et au début de 1941, le Rover a attaqué plusieurs convois italiens.
En avril 1941, au milieu de la bataille de Crète, le Rover est arrivé d’Alexandrie à la baie de Souda pour aider à une tentative de sauver le croiseur lourd HMS York, qui avait été gravement endommagé par les canots explosifs MT italiens. Le Rover a été utilisé pour fournir de l’énergie électrique permettant de faire fonctionner des canons antiaériens pendant l’opération, mais le 24 avril 1941, le sous-marin a été bombardé. Il a dû être remorqué à Alexandrie pour subir des réparations temporaires, avant d’être remorqué à Singapour pour des réparations plus permanentes à la fin de 1941. Au début de 1942, alors que les Japonais descendaient la péninsule Malaise en direction de Singapour, le Rover a été déplacé à Bombay, en Inde, où les réparations ont été achevées.
À la fin des réparations, le Rover opérait à partir de Trincomalee, à Ceylan (aujourd’hui le Sri Lanka), escortant plusieurs convois et coulant un total de dix navires japonais. En 1945, le Rover participe à des entraînements anti-sous-marins, avant d’être vendu à Joubert de Durban. Le Rover était le seul sous-marin de sa classe à survivre à la guerre. Il a eu un total de six commandants successifs pendant la guerre. Il est ferraillé le 30 juillet 1946.